# Хао Цзячэнь
Хао Цзячэнь (кит. упр. 郝佳晨, пиньинь Hao Jiachen, род. 7 мая 1990 года, Шуанъяшань) — китайская конькобежка, участница зимних Олимпийских игр 2018 года. Чемпионка Китая на дистанции 5000 м. Выступала за команду Ледового тренировочного центра провинции Хэйлунцзян.

## Биография
Хао Цзячэнь с детства любила кататься на коньках. Когда она училась в начальной школе № 2 округа Раохэ, школьная инфраструктура предоставила ей место для занятий конькобежным спортом, а поддержка учителя физкультуры оказали большое влияние на дальнейшую карьеру. В 2003 году она занялась конькобежным спортом в возрасте 12 лет в Харбине.
В 2007 году Цзячэнь уже участвовала на чемпионате Китая среди юниоров, а в 2009 году и на взрослом уровне. В 2012 году заняла 3-е место на чемпионате Китая и 11-е место на 12-х Национальных зимних играх в сумме многоборья. В сезоне 2012/13 начала выступления на этапах Кубка мира и участвовала на чемпионате Азии, заняв 8-е место на дистанции 3000 м и 9-е на 1500 м. В октябре 2013 Хао не смогла квалифицироваться на олимпиаду 2014 года в Сочи.
В январе 2015 года она стала 3-й на дистанции 1500 м и 3000 м на чемпионате Азии и выиграла в забеге на 5000 м, а также дебютировала на чемпионате мира в Калгари, где заняла 19-е место в многоборье. В марте выиграла бронзовые медали на дистанциях 1500 и 3000 м на чемпионате Китая. В 2016 году на 13-х Национальных зимних играх заняла 1-е место на дистанциях 3000 м и 5000 м. 
На чемпионате мира на отдельных дистанциях в Коломне она заняла 13-е место в забеге на 1500 м, 22-е в масс-старте и 8-е в командной гонке, а следом на чемпионате мира в Берлине стала 15-й в многоборье. В 2017 году впервые стала чемпионкой Китая на дистанции 5000 м.
На зимних Олимпийских играх в Пхёнчхане 2018 года Хао Цзячэнь заняла 21-е место на дистанции 3000 метров, 20-е на 1500 м и 5-е в командной гонке, а следом на чемпионате мира в Амстердаме заняла 17-е место в сумме многоборья. В сезонах 2018/19 и 2019/20 участвовала в национальной лиге и на чемпионате Китая, но выше 4-го места не поднималась.

## Личная жизнь
Хао Цзячэнь окончила Харбинский спортивный университет на факультете физического воспитания.

## Награды
- 2009 год - названа Элитной спортсменкой национального класса Главным управлением спорта Китая.
- 2015 год - названа Элитной спортсменкой международного класса Главным управлением спорта Китая.